# کارکس باربارا
کارکس باربارا (نام علمی: Carex barbarae) نام یک گونه از سرده جگن است.